# Brown & Williamson

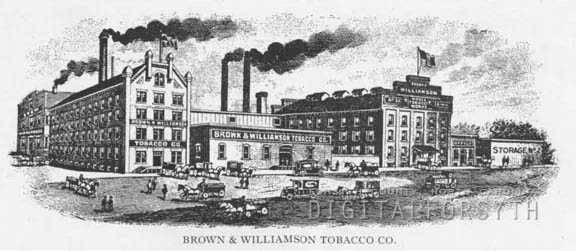
Ilustración de la fábrica de tabaco Brown & Williamson

Brown & Williamson fue una empresa estadounidense de tabaco filial de British American Tobacco, que produce varias marcas populares de cigarrillos. Se hizo impopular como centro de investigaciones para aumentar la adicción química de los cigarrillos. Su exvicepresidente de investigación y desarrollo, Jeffrey Wigand, fue el denunciante en una investigación realizada por la CBS dentro del programa de noticias 60 minutos, este evento fue dramatizado en la película The Insider. Wigand alegó que B & W había introducido productos químicos como el amoníaco en los cigarrillos para aumentar la nicotina e incrementar la adicción.
Brown & Williamson tenía su sede en Louisville, Kentucky, hasta el 30 de julio de 2004, cuando dentro de sus operaciones en los EE. UU. Brown & Williamson se fusionó con RJ Reynolds, la creando una nueva empresa matriz oficial, Reynolds American Inc.
B & W también participó en modificar genéticamente el tabaco (por ejemplo, con la impopular cepa Y1).

## Historia
Brown & Williamson, fue fundada en Winston (hoy Winston-Salem), Carolina del Norte, en una asociación de George T. Brown con su cuñado Robert Lynn Williamson, cuyo padre tenía dos fábricas para la manufactura de tabaco. Al principio, la nueva asociación se hizo cargo de una de las mayores fábricas de Williamson. En febrero de 1894 la nueva empresa, que se autodenominó como Brown & Williamson, en una pequeña instalación arrendada, contrató 30 trabajadores y comenzó a fabricar. En 1927, las familias Brown y Williamson vendieron a la empresa con sede en Londres, British American Tobacco p.l.c. La empresa fue reorganizada como la Brown & Williamson Tobacco Corporation. La fabricación y la distribución se ampliaron, y trabajaron en una nueva fábrica de B & W que se inició en Louisville.

## Controversia
Un aspecto muy importante de la histórica batalla dentro de la guerra entre la industria del tabaco y los fumadores comenzó con Jeffrey Wigand, un doctor en bioquímica con una carrera profesional, que se centró en cuestiones de salud y se convirtió en el vicepresidente de Investigación y Desarrollo de la Brown & Williamson en 1989. Fue contratado para investigar un medio más seguro de proporcionar nicotina y reducir el daño de otros compuestos del tabaco. En ese momento, la adicción a la nicotina y los riesgos para la salud de los cigarrillos ya eran bien conocidos por la empresa y la industria, pero Wigand guardó un gran secreto. Wigand desanimado encontró que sus investigaciones y recomendaciones eran ignoradas y censuradas lo que lo llevó a enfrentamientos con el director general, Thomas Sandefur, que no quería una mención en público acerca de la inseguridad para la salud de los cigarrillos, haciendo inútil el trabajo del Dr. Wigan y llevándolo a ser hipócrita. Frustrado, Wigand dirigió su atención a la mejora de los aditivos del tabaco, algunos de los cuales fueron diseñados para "reforzar el impacto," el uso de productos químicos como el amoníaco para mejorar la absorción de la nicotina en los pulmones y afectar el cerebro y el sistema nervioso central de una manera más rápida. Este proceso fue un intento deliberado de aumentar la adicción a los cigarrillos.
Los desacuerdos de Wigand con Sandefur llegaron a un punto de ruptura por un potenciador del sabor llamado coumarin, que se había demostrado ser un cancerígeno específico para el pulmón que fue continuado en su uso por la empresa en las pipas de tabaco. Wigand exigieron su retiro, pero un buen sustituto no podía ser desarrollado y Sandefur no permitiría que las ventas se redujeran. Este argumento llevó a que Sandefiur despidiera a Wigand en 1993 y lo obligó a firmar un amplio acuerdo de confidencialidad que prohibía hablar de cualquier cosa relacionada con su trabajo o la empresa. La pena por violar la confidencialidad es la pérdida de su indemnización por despido, demanda potencial, y la pérdida de cobertura médica. En ese momento, su hija sufría de una enfermedad crónica que requería de atención médica continua.
Poco después de este incidente, los siete directivos de "Big Tobacco" testimoniaron durante las audiencias del Congreso que a su juicio "la nicotina no era adictiva".
Jeffrey Wigand, por el compromiso de cumplir el acuerdo inicial y la negativa a hablar con Lowell Bergman, productor de 60 minutos, fue acechado con su familia de manera anónima, fueron intimidados y amenazados de muerte en caso de hablar. Si bien nunca fue probado se piensa que Brown & Wiliamson estaba detrás de estos crímenes. En lugar de silenciarlo, estas tácticas provocaron nuevas conversaciones de Wigand con Bergman, que finalmente se ganó su confianza, en CBS le proporcionaron guardaespaldas armados y, después de consulta jurídica, Bergman le instó a declarar para el Estado de Misisipi en una demanda contra Big Tobacco interpuesta por el fiscal general de Misisipi Mike Moore, con una táctica destinada a anular su acuerdo de confidencialidad antes de revelar la verdad en una entrevista con Mike Wallace de 60 minutos. Los intereses de los tabacaleros estaban en obtener una respuesta del juez de Kentucky para emitir una orden para que Wigand fuera detenido al regresar a su Estado de origen.
La esperanza de Bergman se mantuvo en la promesa de contar su historia en 60 minutos, pero el poder de Brown & Williamson era suficiente para obligar a la empresa CBS en detener la difusión con una amenaza de demanda judicial por interferencia, lo que estropea un inminente plan de fusión con Westinghouse . En lugar de la entrevista inicial, se transmitió una versión editada, que no reveló los detalles cruciales. Bergman amargamente se opuso a la ruptura de su palabra con Wigand, que finalmente llevó a su renuncia de 60 minutos después de 14 años de éxito.
Brown & Williamson sigue intentado demandar a Wigand por robo, el fraude y el incumplimiento de contrato después de la transmisión de la entrevista, y puso en marcha una campaña de desprestigio de 500 páginas en su contra. Afortunadamente para Wigand, sus declaraciones en los estados de Misisipi y Kentucky se filtraron, y fueron publicados por el Wall Street Journal, como parte de una investigación de refutación a los ataques. CBS News, avergonzado, finalmente emitió la entrevista completa de Wigand en 60 minutos, dejando a gran parte de la nación en estado de shock.
Cuarenta estados en última instancia, presentaron una demanda médica contra la industria del tabaco que dio lugar a una liquidación de 368.000 millones de dólares en daños y perjuicios relacionados con la salud por las empresas tabacaleras.

## Marcas
- Barclay
- Belair
- Capri
- Carlton
- GPC
- KOOL
- Laredo
- Lucky Strike
- Misty
- North State
- Pall Mall
- Private Stock
- Raleigh
- Tareyton
- Viceroy